# Nephelomyias
Nephelomyias là một chi chim trong họ Tyrannidae.
Chi này tách ra từ chi Myiophobus, do nó có quan hệ họ hàng gần với Pyrrhomyias, Hirundinea và Myiotriccus hơn là với phần lõi của Myiophobus.

## Các loài
Gồm 3 loài ở tây bắc Nam Mỹ.
- Nephelomyias lintoni: Nam Ecuador, đông bắc Peru.
- Nephelomyias ochraceiventris: Bắc Peru tới tây bắc Bolivia.
- Nephelomyias pulcher: Colombia tới Ecuador, đông nam Peru.